# Oreopsyche
Oreopsyche é um gênero de mariposa pertencente à família Acrolophidae.